# Andrés Gutiérrez
Andrés Ignacio Gutiérrez Bascuñán (Santiago, Chile, 13 de febrero de 1993) es un exfutbolista chileno. Jugaba de portero en la Universidad Católica de la Primera División de Chile.

## Trayectoria
Proveniente de las inferiores de la UC, ha sido convocado en variadas oportunidades a la selección chilena de su categoría juvenil,[cita requerida] junto a otros compañeros de equipo, a giras por diversos países; entre ellos destaca una gira realizada a Europa a mediados de 2012.[cita requerida]
A finales de enero del 2015, se concreta el préstamo a Deportes Valdivia de la Segunda División Profesional por la segunda rueda del campeonato 2014-2015 finalizando este en abril.

## Clubes
| Club                 | País  | Año       |
| -------------------- | ----- | --------- |
| Universidad Católica | Chile | 2010-2014 |
| Deportes Valdivia    | Chile | 2015      |

## Palmarés

### Campeonatos nacionales
| Título           | Equipo                    | País  | Año  |
| ---------------- | ------------------------- | ----- | ---- |
| Primera División | C.D. Universidad Católica | Chile | 2010 |
| Copa Chile       | C.D. Universidad Católica | Chile | 2011 |